# Serie A2 NFLI 2006
La Serie A2 NFLI 2006 è stata la ventitreesima edizione del secondo livello del campionato italiano di football americano; è stata la quarta edizione organizzata dalla NFL Italia e l'ottava con la denominazione Serie A2.

## Regular season

### Classifica

#### Girone Central
| Pos. | Squadra            | %V   | G | V | N | P | PF  | PS  |
| ---- | ------------------ | ---- | - | - | - | - | --- | --- |
| 1    | Barbari Roma Nord  | .857 | 7 | 6 | 0 | 1 | 176 | 75  |
| 2    | Guelfi Firenze     | .714 | 7 | 5 | 0 | 2 | 178 | 97  |
| 3    | Dolphins Falconara | .286 | 7 | 2 | 0 | 5 | 47  | 80  |
| 4    | Titans Romagna     | .143 | 7 | 1 | 0 | 6 | 71  | 156 |

#### Girone Islands
| Pos. | Squadra            | %V    | G | V | N | P | PF  | PS  |
| ---- | ------------------ | ----- | - | - | - | - | --- | --- |
| 1    | Elephants Catania  | 1.000 | 7 | 7 | 0 | 0 | 192 | 101 |
| 2    | Corsari Palermo    | .571  | 7 | 4 | 0 | 3 | 184 | 127 |
| 3    | Crusaders Cagliari | .286  | 7 | 2 | 0 | 5 | 95  | 159 |
| 4    | Sharks Palermo     | .143  | 7 | 1 | 0 | 6 | 111 | 173 |

#### Girone NorthCentral
| Pos. | Squadra            | %V    | G | V | N | P | PF  | PS  |
| ---- | ------------------ | ----- | - | - | - | - | --- | --- |
| 1    | Hogs Reggio Emilia | 1.000 | 7 | 7 | 0 | 0 | 288 | 33  |
| 2    | Draghi Udine       | .571  | 7 | 4 | 0 | 3 | 109 | 124 |
| 3    | Bengals Brescia    | .571  | 7 | 4 | 0 | 3 | 119 | 148 |
| 4    | Aquile Ferrara     | .000  | 6 | 0 | 0 | 7 | 34  | 209 |

#### Girone NorthEastern
| Pos. | Squadra                  | %V    | G | V | N | P | PF  | PS  |
| ---- | ------------------------ | ----- | - | - | - | - | --- | --- |
| 1    | Skorpions Varese         | 1.000 | 7 | 7 | 0 | 0 | 189 | 20  |
| 2    | Falcons Milano           | .714  | 7 | 5 | 0 | 2 | 153 | 71  |
| 3    | Blue Storms Gorla Minore | .571  | 7 | 4 | 0 | 3 | 84  | 82  |
| 4    | Red Jackets Sarzana      | .143  | 7 | 1 | 0 | 6 | 116 | 174 |
| 5    | Centurions Alessandria   | .000  | 7 | 0 | 0 | 7 | 40  | 239 |

#### Girone B
| Pos. | Squadra         | %V   | G | V | N | P | PF  | PS  |
| ---- | --------------- | ---- | - | - | - | - | --- | --- |
| 1    | Rhinos Milano   | .857 | 7 | 6 | 0 | 1 | 205 | 80  |
| 2    | Giaguari Torino | .857 | 7 | 6 | 0 | 1 | 172 | 103 |
| 3    | Blacks Rivoli   | .571 | 7 | 4 | 0 | 3 | 143 | 93  |
| 4    | Frogs Legnano   | .143 | 7 | 1 | 0 | 6 | 27  | 180 |
| 5    | Pirates Savona  | .000 | 7 | 0 | 0 | 7 | 28  | 238 |

## Playoff
|  | Wild card                | Wild card         |                   |                  | Quarti di finale | Quarti di finale   |    |  | Semifinali | Semifinali |  |  | XIV SilverBowl | XIV SilverBowl |
|  |                          |                   |                   |                  |                  |                    |    |  |            |            |  |  |                |                |
|  |                          |                   |                   |                  |                  |                    |    |  |            |            |  |  |                |                |
|  |                          |                   |                   |                  |                  |                    |    |  |            |            |  |  |                |                |
|  | Hogs Reggio Emilia       | 34                |                   |                  |                  |                    |    |  |            |            |  |  |                |                |
|  | Hogs Reggio Emilia       | 34                | Barbari Roma Nord | 20               |                  |                    |    |  |            |            |  |  |                |                |
|  |                          | Barbari Roma Nord | Barbari Roma Nord | 20               | 14               |                    |    |  |            |            |  |  |                |                |
|  | Bengals Brescia          | Barbari Roma Nord | 14                |                  | 14               | Hogs Reggio Emilia | 44 |  |            |            |  |  |                |                |
|  | Bengals Brescia          |                   | 14                |                  |                  | Hogs Reggio Emilia | 44 |  |            |            |  |  |                |                |
|  |                          |                   |                   | Rhinos Milano    | 0                |                    |    |  |            |            |  |  |                |                |
|  | Giaguari Torino          | 31                |                   | Rhinos Milano    | 0                |                    |    |  |            |            |  |  |                |                |
|  | Giaguari Torino          | 31                | Rhinos Milano     | 26               |                  |                    |    |  |            |            |  |  |                |                |
|  |                          | Rhinos Milano     | Rhinos Milano     | 26               | 33               |                    |    |  |            |            |  |  |                |                |
|  | Blue Storms Gorla Minore | Rhinos Milano     | 20 ot             |                  | 33               | Hogs Reggio Emilia | 40 |  |            |            |  |  |                |                |
|  | Blue Storms Gorla Minore |                   | 20 ot             |                  |                  | Hogs Reggio Emilia | 40 |  |            |            |  |  |                |                |
|  |                          |                   |                   | Skorpions Varese | 12               |                    |    |  |            |            |  |  |                |                |
|  | Skorpions Varese         | 19                |                   | Skorpions Varese | 12               |                    |    |  |            |            |  |  |                |                |
|  | Skorpions Varese         | 19                | Draghi Udine      | 6                |                  |                    |    |  |            |            |  |  |                |                |
|  |                          | Falcons Milano    | Draghi Udine      | 6                | 18               |                    |    |  |            |            |  |  |                |                |
|  | Falcons Milano           | Falcons Milano    | 14                |                  | 18               | Skorpions Varese   | 20 |  |            |            |  |  |                |                |
|  | Falcons Milano           |                   | 14                |                  |                  | Skorpions Varese   | 20 |  |            |            |  |  |                |                |
|  |                          |                   |                   | Corsari Palermo  | 14               |                    |    |  |            |            |  |  |                |                |
|  | Elephants Catania        | 14                |                   | Corsari Palermo  | 14               |                    |    |  |            |            |  |  |                |                |
|  | Elephants Catania        | 14                | Corsari Palermo   | 8                |                  |                    |    |  |            |            |  |  |                |                |
|  |                          | Corsari Palermo   | Corsari Palermo   | 8                | 16               |                    |    |  |            |            |  |  |                |                |
|  | Guelfi Firenze           | Corsari Palermo   | 0 dgs             |                  | 16               |                    |    |  |            |            |  |  |                |                |
|  | Guelfi Firenze           |                   | 0 dgs             |                  |                  |                    |    |  |            |            |  |  |                |                |

### XIV SilverBowl
Il XIV SilverBowl si è disputato il 18 giugno 2006 allo Stadio Andrea Torelli di Scandiano. L'incontro è stato vinto dagli Hogs Reggio Emilia sugli Skorpions Varese con il risultato di 40 a 12.

## Verdetti
- Hogs Reggio Emilia vincitori del SilverBowl XIV.